# Haplopus ligiolus
Haplopus ligiolus är en insektsart som beskrevs av Ludwig Redtenbacher 1908. Haplopus ligiolus ingår i släktet Haplopus och familjen Phasmatidae. Inga underarter finns listade i Catalogue of Life.